# Henrya
Henrya là chi thực vật có hoa trong họ Acanthaceae.